# Calciphila galgalensis
Calciphila galgalensis är en oleanderväxtart som först beskrevs av Liede, och fick sitt nu gällande namn av Liede och Meve. Calciphila galgalensis ingår i släktet Calciphila och familjen oleanderväxter. Inga underarter finns listade i Catalogue of Life.